# میرزاگلبند
میرزاگلبند، روستایی از توابع بخش رحمت‌آباد و بلوکات شهرستان رودبار در استان گیلان ایران است.
شورائ این روستا تیمور دلیلی میباشد

## جمعیت
این روستا در دهستان بلوکات قرار دارد و براساس سرشماری مرکز آمار ایران در سال ۱۳۸۵، جمعیت آن ۴۰۵ نفر (۱۰۰خانوار) بوده‌است.